# Circuito cerrado de televisión

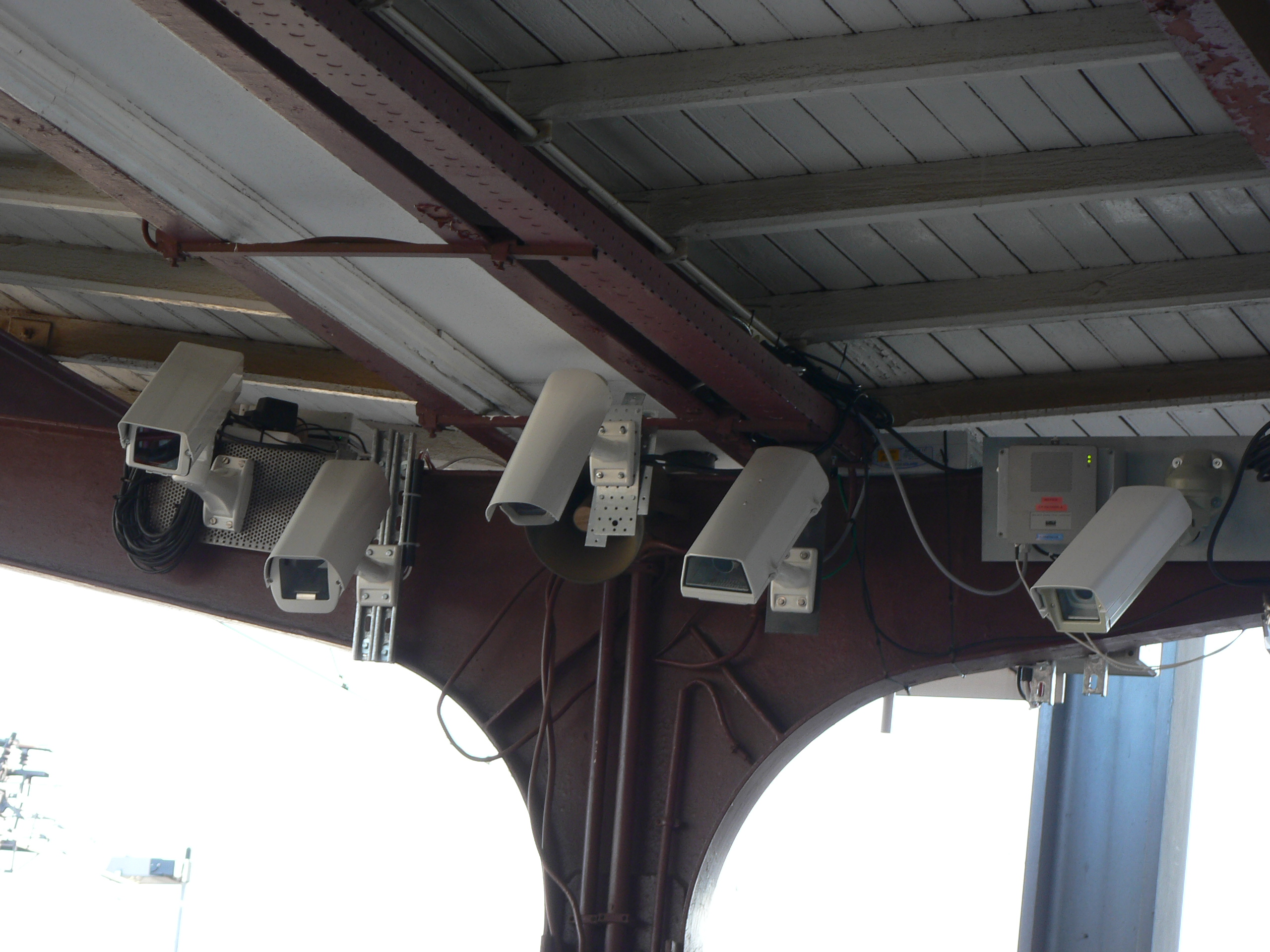
Cámaras de videovigilancia (CCTV).

El circuito cerrado de televisión (abreviado comúnmente como CCTV) es una tecnología de videovigilancia diseñada para supervisar una diversidad de ambientes y actividades. Se le denomina «circuito cerrado» ya que, al contrario de lo que pasa con la difusión, todos sus componentes están enlazados. Además, a diferencia de la televisión convencional, este es un sistema pensado para un número limitado de espectadores.
El circuito puede estar compuesto, simplemente, por una o más cámaras de vigilancia conectadas a uno o más monitores de vídeo o televisores, que reproducen las imágenes capturadas por las cámaras. Aunque, para mejorar el sistema, se suelen conectar directamente o enlazar por red otros componentes como vídeos o computadoras (ordenadores). 
Se encuentran fijas en un lugar determinado. En un sistema moderno las cámaras que se utilizan pueden estar controladas remotamente desde una sala de control, donde se puede configurar su panorámica, enfoque, inclinación y aumento óptico. A este tipo de cámaras se les llama PTZ (siglas en inglés de pan-tilt-zoom). Estos sistemas incluyen visión nocturna, operaciones asistidas por ordenador y detección de movimiento, que facilita al sistema ponerse en estado de alerta cuando algo se mueve delante de las cámaras. La claridad de las imágenes puede ser excelente, se puede transformar de niveles oscuros a claros. Todas estas cualidades hacen que el uso del CCTV haya crecido extraordinariamente en estos últimos años.[¿cuándo?][cita requerida]
La vigilancia a través del uso de CCTV es cada vez más común en los espacios públicos para la prevención de delitos. La justificación para su uso es que disuade a posibles delincuentes, puede alertar rápidamente a la policía o al personal de seguridad para que intervengan, y ayuda a que las personas se sientan más seguras. Sin embargo, el uso de CCTV, tiene un coste elevado. Por ejemplo, se estima que en el Reino Unido se gastaron más de 250 millones de libras en CCTV entre 1992 y 2002, siendo esta forma de vigilancia una de las que recibió mayor financiamiento.
Una revisión sistemática de 44 estudios realizados en el Reino Unido, Estados Unidos, Canadá, Noruega y Suecia, determinó que el uso de CCTV tiene un modesto impacto en la reducción de la delincuencia. Los resultados sugieren que la vigilancia es más efectiva en prevenir robos de vehículos en estacionamientos, y es menos efectiva en los centros urbanos de las ciudades y pueblos, en las viviendas públicas y en el transporte público. Asimismo, se determinó que la efectividad es mayor cuando la cobertura de la cámara es más amplia, y que esta no tiene efecto alguno sobre delitos violentos.

## Componentes principales
- Cámaras, son aquellos dispositivos que captan la imagen del lugar protegido.
- Monitor, es el componente externo que nos permite ver las imágenes captadas por la cámara.
- Medio de transmisión de imagen.   Se refiere a la manera en que se transmiten las imágenes, pudiendo ser mediante cable coaxial, par trenzado de cobre o fibra óptica (estos dos últimos comúnmente utilizados en los sistemas de cámaras IP).
- DVR (Digital Video Recorder) grabador de vídeo digital o NVR (network video recorder) para cámaras IP.

## CCTV en videovigilancia
Originalmente, la videovigilancia se realizó utilizando un circuito cerrado de televisión. Esta tecnología utiliza cámaras de vídeo analógicas, cable coaxial y grabadoras de vídeo. Las cámaras transmiten una señal a un conjunto específico y limitado de monitores. Sistemas de circuito cerrado de televisión suelen incluir un enlace de comunicaciones fijo entre cámaras y monitores, utilizando alambres y cables. Este método registra lo que está pasando, pero no le envía alertas. CCTV funciona como un reproductor de vídeo, usted tiene que cambiar los casetes, la calidad de imagen es la media, cintas de almacenamiento se desgastan con el tiempo, y el almacenamiento es voluminoso.  Además, las cámaras, monitores y grabadoras deben estar físicamente lo suficientemente cercanos para estar conectados por cables.  

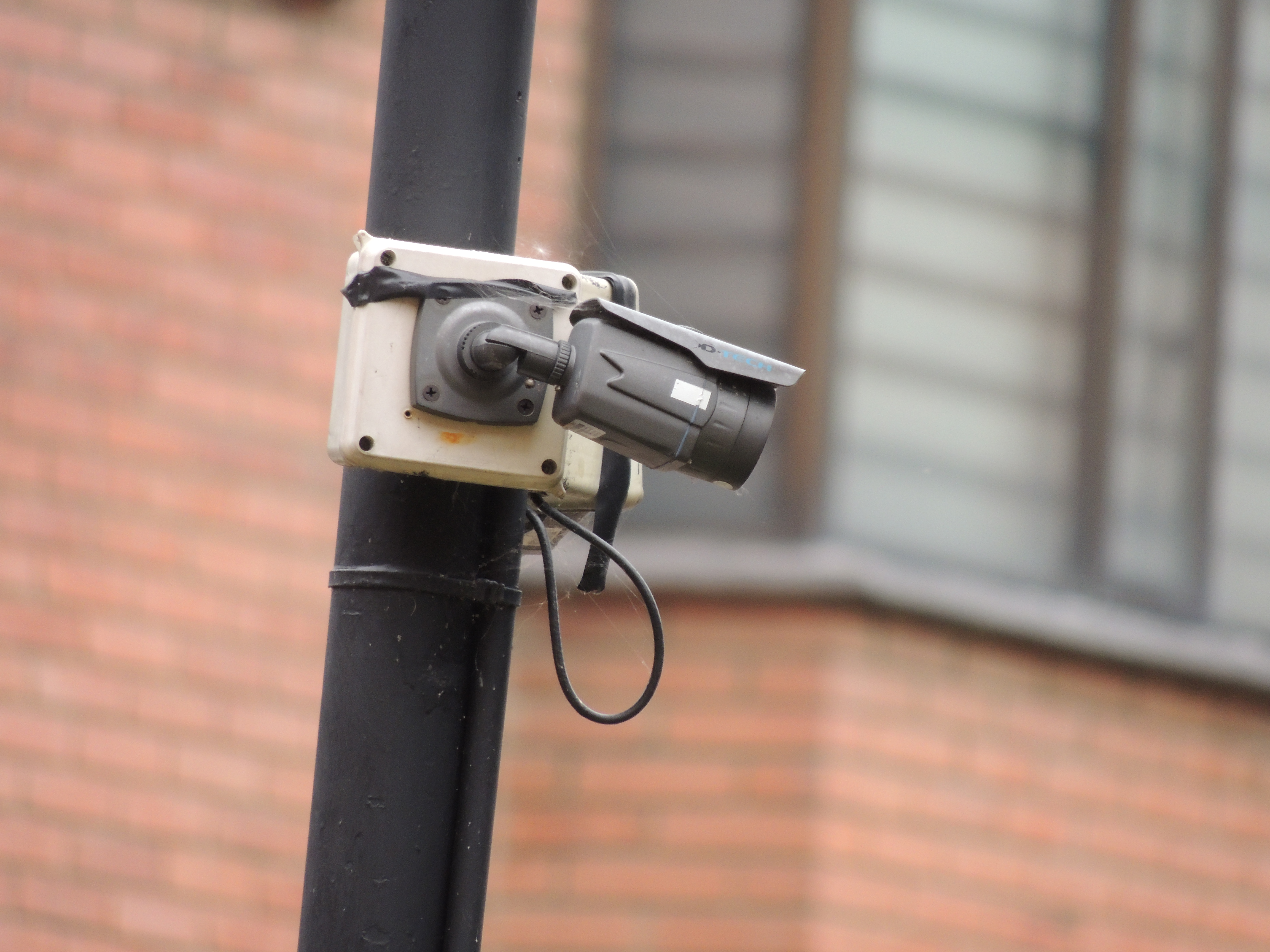
Cámara de seguridad de circuito cerrado en un conjunto residencial.

En esta aplicación el circuito estará compuesto, aparte de las cámaras y monitores, de un dispositivo de almacenamiento de video (DVR Digital Video Recorder, NVR Network Video Recorder) dependiendo la estructura del circuito ya sea analógico o basado en redes IP, aunque se pueden realizar combinaciones dependiendo las necesidades del sitio.
Las cámaras pueden ser fijas, con zum, móviles o PT (Pan, Tilt) o PTZ (Pan, Tilt, Zoom) como por ejemplo las llamadas domo, debido a la forma de domo invertido que presentan, y las cámaras con posicionador, que pueden ser remotamente movibles. Este movimiento se puede hacer mediante una consola o teclado mediante el cual se puedan manejar las diversas opciones del software instalado en ésta.  
Constan también en un sistema CCTV de videovigilancia dispositivos como: lámparas infrarrojas, sensores crepusculares, posicionadores, teleobjetivos, análisis de vídeo y vídeo inteligente, etc. La tecnología de las cámaras permiten actualmente según los modelos, captar imágenes térmicas en total oscuridad, o imágenes en oscuridad iluminadas con infrarrojos que la vista no es capaz de ver. Además muchas poseen analíticas de video que les permite, entre otras cosas: lectura de placas de auto, lectura de temperatura corporal, delimitar áreas para realizar mapas de calor del movimiento de las personas, reconocimiento facial, etc.